# MXML
MXML – język znaczników do tworzenia i zapisania elementów służących do interakcji z użytkownikiem programu komputerowego (przyciski, formularze i pola tekstowe) oparty na XML i opracowany przez Macromedia w marcu 2004. Adobe Systems, które wykupiło Macromedia w grudniu 2005, nie podaje oficjalnego znaczenia akronimu. MXML jest używany wraz z ActionScriptem do tworzenia aplikacji RIA (Rich Internet Application). MXML jest używany wraz z technologią Adobe Flex, która generuje pliki SWF.

## Przykłady
Kod źródłowy prostego przykładu:
```
<?xml version="1.0" encoding="utf-8"?>

<mx:Application
 
xmlns:mx=
"http://www.adobe.com/2006/mxml"
>

    
<mx:Array
 
id=
"sampleArray"
>

        
<mx:String>
Sample
 
Label
 
1
</mx:String>

        
<mx:String>
Sample
 
Label
 
2
</mx:String>

    
</mx:Array>

    
<mx:Panel
 
title=
"Example Panel"
>

        
<mx:ComboBox
 
dataProvider=
"{sampleArray}"
></mx:ComboBox>

    
</mx:Panel>

</mx:Application>

```